# Liubov Shevtsova
Liubov Grigórievna Shevtsova (en ruso: Любо́вь Григо́рьевна Шевцо́ва; Izvárine, 8 de septiembre de 1924 – Rovenki, 9 de febrero de 1943) fue una partisana soviética y miembro de la Joven Guardia, una organización clandestina antinazi que operaba en Krasnodón en la RSS de Ucrania durante la Segunda Guerra Mundial.

## Biografía

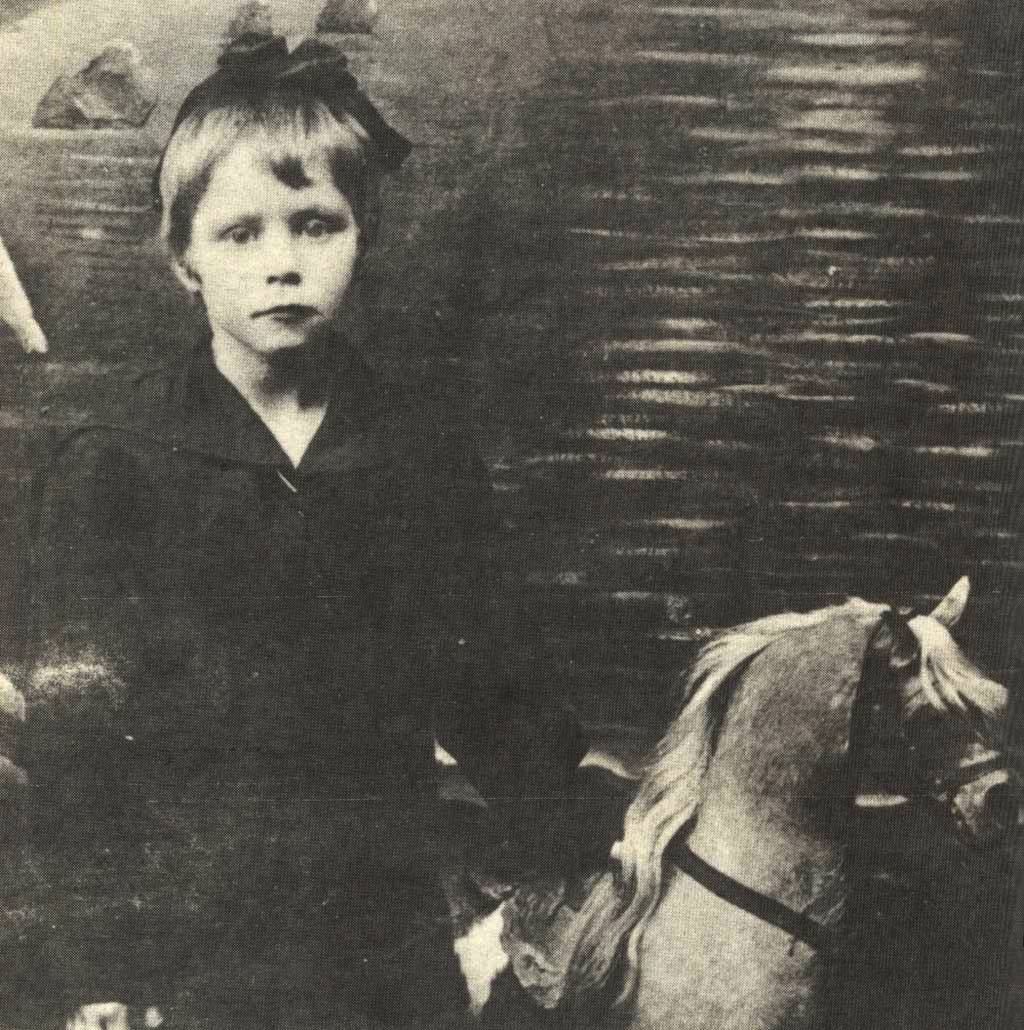
Liubov Shevtsova a los 6 años

Liubov Shevtsova nació el 8 de septiembre de 1924 en la pequeña localidad rural de Izvárine (actualmente un asentamiento de tipo urbano en el óblast de Lugansk en Ucrania) en el seno de una familia de clase trabajadora de origen ruso. Su padre había luchado en la Primera Guerra Mundial y en la Guerra civil rusa del lado del Ejército Rojo; su madre trabajaba en un hospital de campaña como enfermera. Su familia se mudó dentro de los límites de la ciudad de Krasnodón en 1927, donde se graduó de siete grados de la escuela local antes de postularse a una escuela de teatro en Rostov. Sin embargo, la invasión alemana de la Unión Soviética comenzó poco después de su solicitud.

### Segunda Guerra Mundial

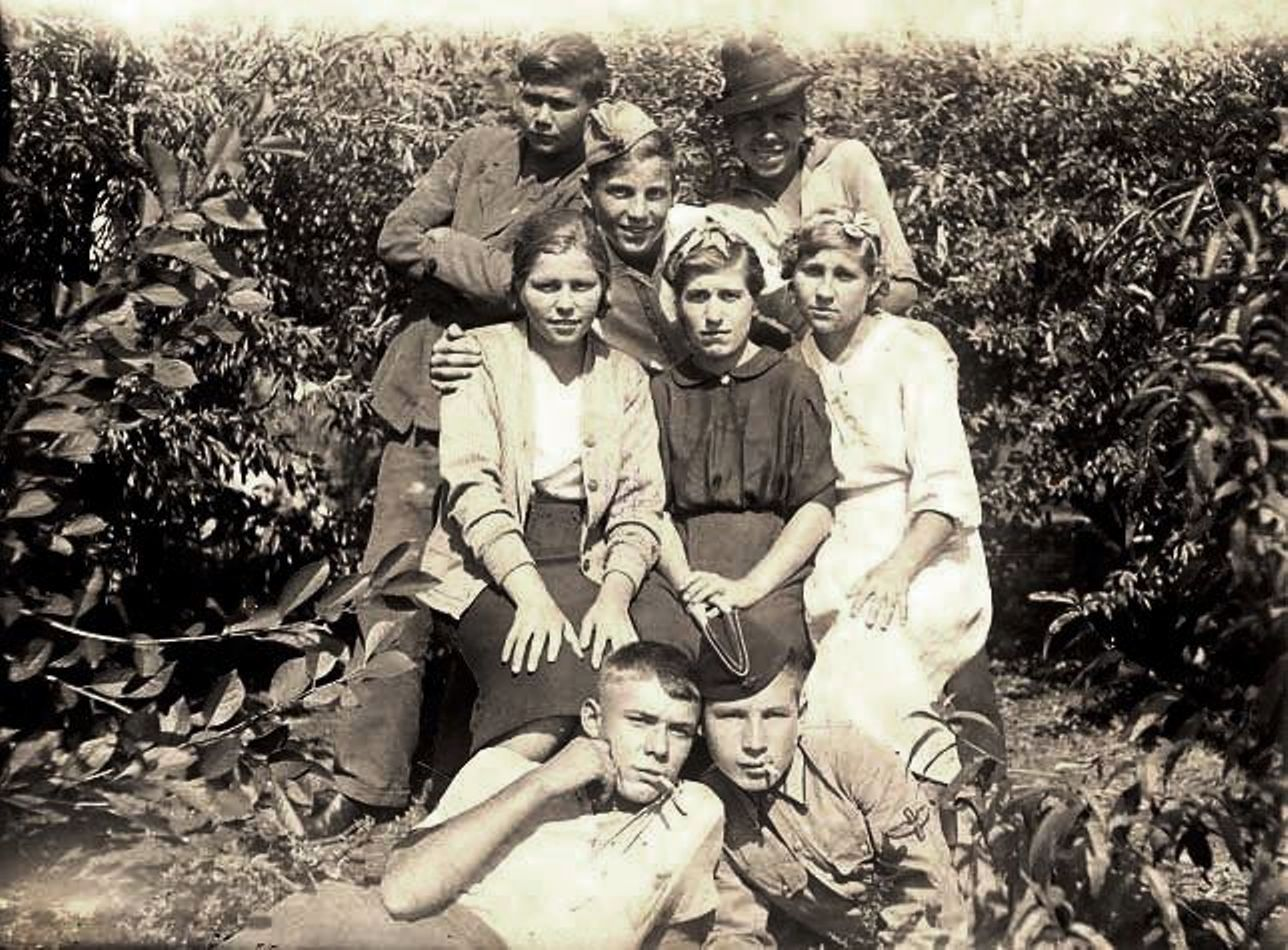
Liuba Shevtsova (primera por la izquierda en la fila del medio) antes de partir hacia la escuela de operadores de radio en marzo de 1942

Poco después del comienzo de la guerra, Shevtsova asistió a breves clases de enfermería e intentó alistarse como enfermera en el Ejército Rojo, pero fue rechazada por ser demasiado joven en ese momento. Entonces se unió al Komsomol en febrero de 1942 y, por recomendación del comité del distrito de Voroshilovgrado (actual Lugansk), comenzó a capacitarse para convertirse en operadora de radio de la Joven Guardia  en abril. Después de completar el curso y hacer un juramento de lealtad, comenzó a transmitir la información recopilada por los partisanos al Centro de Inteligencia del Ejército Rojo.
También participó en la difusión de folletos, organizó la fuga de prisioneros de guerra soviéticos y de su paso seguro a través de la línea del frente y participó en el incendio del edificio de la Bolsa de Trabajo, que contenía documentos con los nombres de las personas que iban a ser deportadas y obligadas a realizar trabajos forzados para Alemania. El 8 de enero de 1943, fue arrestada como operadora inalámbrica. Los miembros de la Joven Guardia habían sido traicionados y todos ellos fueron arrestados. La Gestapo la torturó para averiguar los códigos de transmisión, al parecer sin éxito y le disparó el 9 de febrero, en un bosque a las afueras de la ciudad de Rovenki (Óblast de Lugansk). Fue posteriormente enterrada en una fosa común en Rovenki junto a otros partisanos también asesinados por los alemanes.

## Condecoraciones y reconocimientos
|  | Héroe de la Unión Soviética (13 de septiembre de 1943)                            |
|  | Orden de Lenin (13 de septiembre de 1943)                                         |
|  | Medalla al Partisano de la Guerra Patria de 1.er grado (21 de septiembre de 1943) |

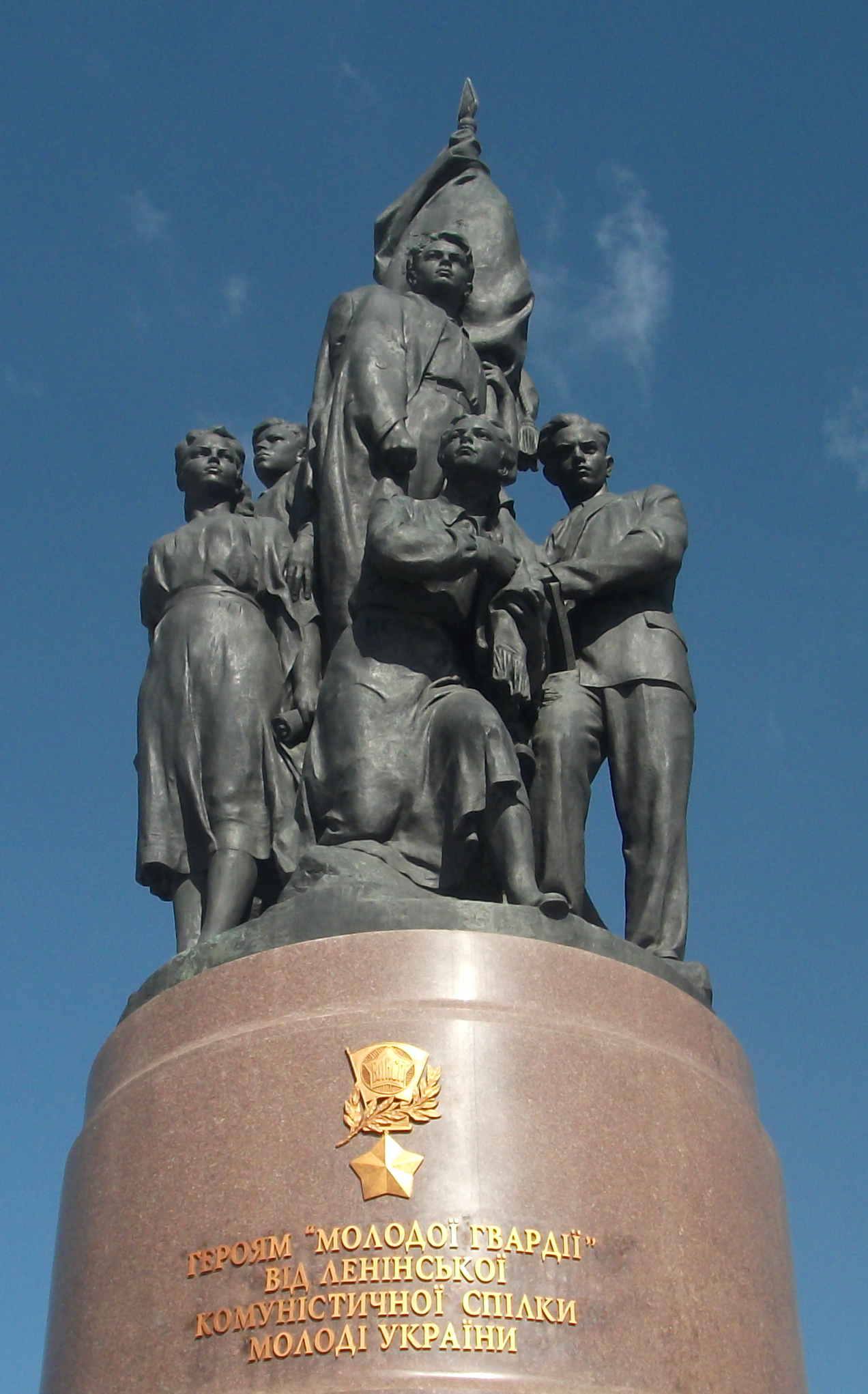
Monumento dedicado a la organización clandestina antifascista «Joven Guardia» en Krasnodón

El 13 de septiembre de 1943, por decreto del Presídium del Sóviet Supremo de la URSS recibió el título de Héroe de la Unión Soviética (a título póstumo). Así mismo numerosos destacamentos de jóvenes pioneros, calles y barcos fueron nombrados en su honor y se dedicaron monumentos a su memoria. En el lugar de su muerte se inauguró un complejo conmemorativo, también se erigió un busto en la plaza que lleva el nombre de Joven Guardia en Lugansk.